# Alina Gherasim

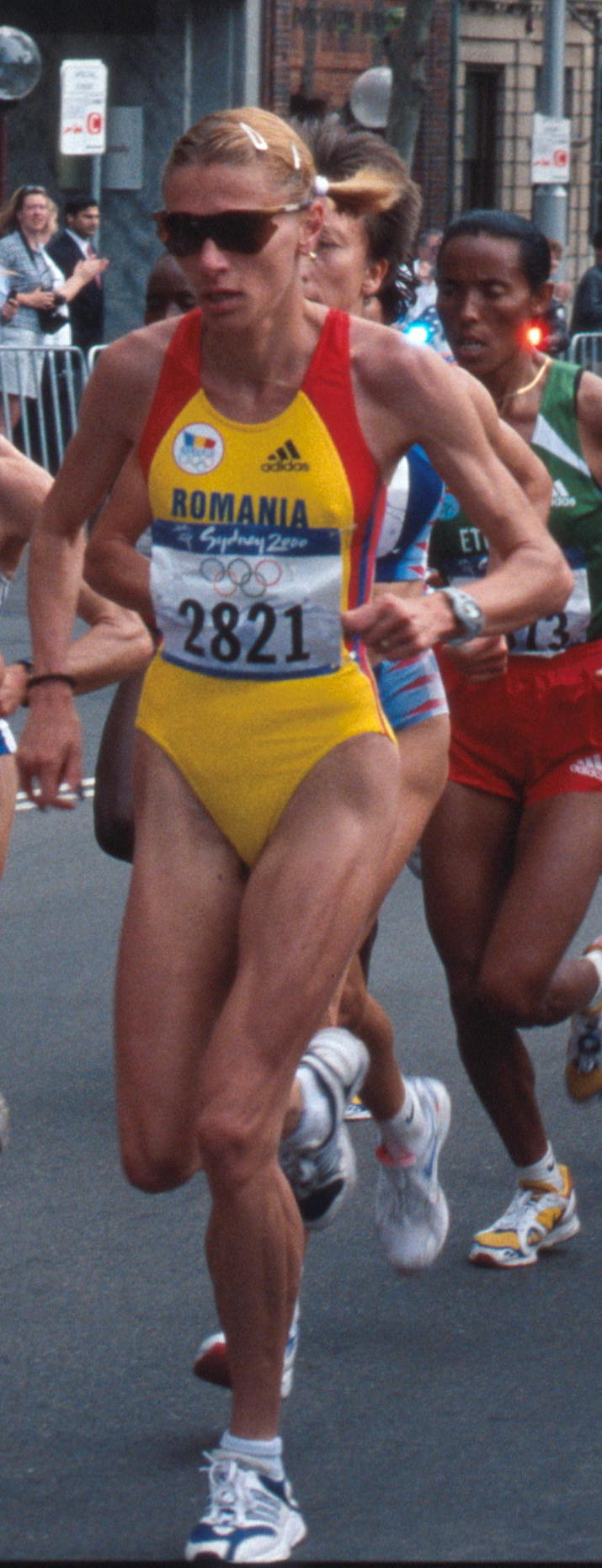
Alina Gherasim, 2000

Alina Gherasim (Camelia Alina Gherasim, geborene Tecuța; * 10. November 1971 in Galați) ist eine rumänische Langstreckenläuferin, die ihre größten Erfolge im Marathon hatte.

## Leben
Nationale Titel errang sie einmal über 5000 m (1997) und je viermal über 10.000 m (1993, 1997, 2000, 2006) und im Marathon (2005–2008).
1996 gewann sie den Paris-Marathon und den Reims-Marathon. 1997 siegte sie beim Marrakesch-Marathon und beim Paris-Halbmarathon und wurde Zweite beim Paris-Marathon, erreichte aber bei den Leichtathletik-Weltmeisterschaften in Athen nicht das Ziel. Auch 1998 folgte einem zweiten Platz in Paris das vorzeitige Aus bei den Leichtathletik-Europameisterschaften in Budapest.
1999 wurde sie Dritte beim Halbmarathonbewerb des Marrakesch-Marathons, Vierte in Paris und kam bei den Weltmeisterschaften in Sevilla auf den 25. Platz. Im Jahr darauf wurde sie erneut Zweite in Paris, belegte bei den Olympischen Spielen in Sydney den Rang 29 und kam bei den Halbmarathon-Weltmeisterschaften in Veracruz auf den 31. Platz.
2001 kam sie in Paris als Dritte erneut aufs Treppchen und lief bei den Weltmeisterschaften in Edmonton auf dem 30. Platz ein.
2002 belegte sie bei den Halbmarathon-Weltmeisterschaften in Brüssel den 25. Platz. Beim Amsterdam-Marathon kam sie als Fünfte ins Ziel, wurde jedoch bei der Dopingkontrolle positiv auf anabole Steroide getestet und wegen dieses Verstoßes gegen die Dopingbestimmungen für zwei Jahre gesperrt.
2005 kehrte sie ins Wettkampfgeschehen zurück und gewann den Monaco-Marathon. 2006 siegte sie beim Marrakesch-Marathon, wurde Vierte beim Nagoya-Marathon, Fünfte in Paris und kam bei den Europameisterschaften in Göteborg auf den 17. Platz. Zum Saisonausklang wurde sie Fünfte beim Istanbul-Marathon und siegte beim California International Marathon.
2007 verteidigte sie ihren Titel in Marrakesch, wurde Zehnte in Nagoya und kam bei den Weltmeisterschaften in Osaka auf den 28. Platz. Bei den Straßenlauf-Weltmeisterschaften in Udine wurde sie Zehnte.

## Persönliche Bestzeiten
- 3000 m: 8:52,61 min, 18. Juni 1993, Bukarest
- 5000 m: 15:30,43 min, 7. August 2000, Bukarest
- 10.000 m: 31:48,28 min, 3. Juli 1999, Saint-Denis
- 10-km-Straßenlauf: 32:00 min, 4. Juli 2001, Atlanta
- Halbmarathon: 1:09:10 h, 31. Januar 1999, Marrakesch
- Marathon: 2:28:17 h, 9. April 2000, Paris